# Кральов Брод
Кральов Брод (словац. Kráľov Brod) — село в окрузі  Ґаланта Трнавського краю Словаччини. Площа села 23,66 км². Станом на 31 грудня 2015 року в селі проживало 1106 жителів.

## Історія
Перші згадки про село датуються 1785 роком.

## Населення
| Рік:            | 1994. | 2004.   | 2014.   | 2024.   |
| --------------- | ----- | ------- | ------- | ------- |
| Кількість осіб: | 1169  | 1167    | 1122    | 1059    |
| Різниця:        |       | -0,17 % | -3,85 % | -5,61 % |

| Рік:            | 2023. | 2024.   |
| --------------- | ----- | ------- |
| Кількість осіб: | 1066  | 1059    |
| Різниця:        |       | -0,65 % |